# Province House (Nouvelle-Écosse)
Pour les articles homonymes, voir Province House.

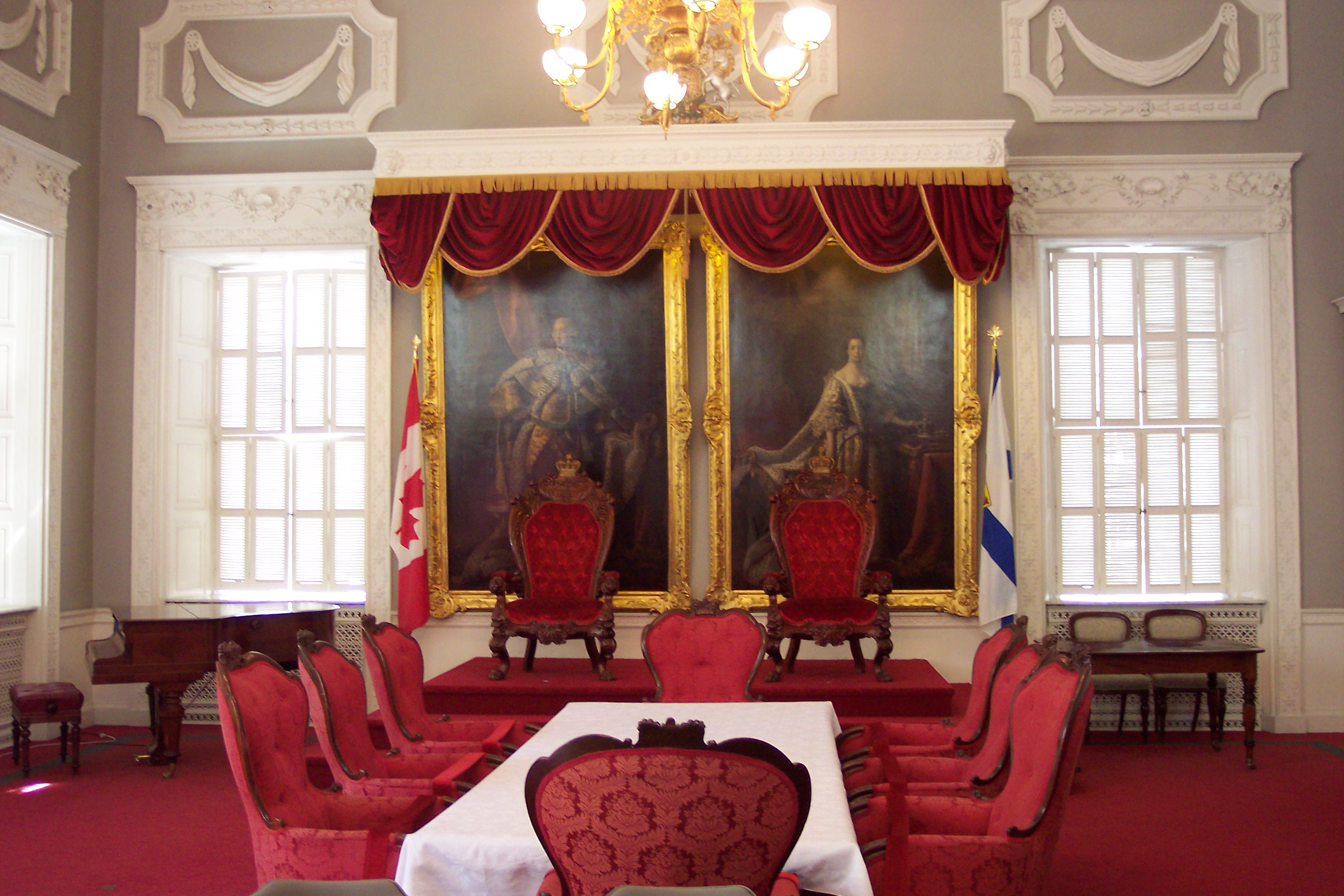
La Chambre Rouge de Province House, où siégeait le Conseil législatif, est maintenant utilisée pour des réceptions et des conférences de presse.

Province House est le lieu de rassemblement de l'Assemblée législative de la Nouvelle-Écosse, connue sous le nom de Chambre d'Assemblée de la Nouvelle-Écosse. C'est un lieu historique national qui est aussi le plus petit et le plus vieil édifice parlementaire au Canada. Il ouvrit ses portes le 11 février 1819. L'édifice était le siège original de la Cour suprême de la Nouvelle-Écosse; son entrée principale se trouve sur la rue Hollis à Halifax.
Comportant trois étages, l'édifice, un des plus beaux exemples d'architecture palladianiste en Amérique du Nord, est richement décoré, notamment de faucons britanniques en plâtre. Plusieurs d'entre eux sont sans tête depuis les années 1840. À cette époque, un député de la Chambre, Lawrence O'Connor Doyle, brisa la tête de plusieurs des faucons à coups de cane, en apprenant qu'un différend entre les États-Unis et le Nouveau-Brunswick avait été réglé en faveur des Américains. Il crut qu'il s'agissait d'aigles.
En 1848, Province House fut le site de la première forme de gouvernement responsable de l'empire britannique en dehors du Royaume-Uni.